# Associação Nova Russas Esporte Clube
A Associação Nova Russas Esporte Clube, mais conhecido como Nova Russas ou Verdão do Sertão, é um clube de futebol da cidade de Nova Russas no estado do Ceará.

## Desempenho em Competições

### Campeonato Cearense - 2ª divisão
| Ano  | Posição                                   |
| 2010 | 11ª Colocado (Último Lugar e Rebaixado)   |
| 2013 | 8º Colocado                               |
| 2014 | 4º Colocado                               |
| 2015 | 9º Colocado (Penúltimo Lugar e Rebaixado) |

### Campeonato Cearense - 3ª divisão
| Ano  | Posição                    |
| 2008 | 6º Colocado                |
| 2009 | 3º Colocado                |
| 2012 | (Vice-Campeão e Promovido) |
| 2017 | 5º Colocado                |
| 2018 | 6º Colocado                |
| 2019 | 3º Colocado                |

## Estaduais

### Vices-Estaduais
- Vice-Campeonato Cearense 3ª Divisão: 2012